# Laguna Piuray
La laguna Piuray es una fuente de agua o laguna de origen superficial ubicada en la Cordillera Vilcanota en la región Cusco en Perú, tiene un color azul oscuro que refleja el inmenso cielo andino. Está situada a 31 kilómetros de la ciudad de Cusco, a una altitud de 3 435 m s. n. m.

## Toponimia
Su nombre viene de una antigua leyenda que narran los pobladores, en donde, el dios Sol pidió a Manco Cápac que sus hijos mellizos lo acompañaran en su ocaso y cuando llegó el momento, descubrieron que el hijo que caminó más lejos se había convertido en la laguna Huaypo y la hija en la laguna de Piuray.

## Ubicación
La laguna de Piuray se ubica al oeste de la ciudad de Chinchero, a unos 31 kilómetros de la ciudad del Cusco. La laguna está enclavada en la parte alta del Valle Sagrado de los Incas, a unos 3 435 m s. n. m., se sitúa cerca de quebrada Pacchaicoc. En lo alto se divisan los imponentes nevados Soray, Verónica y Salkantay, este último es el segundo "Apu" más grande de todo Cusco.

## Hidrología
La laguna Piuray es una fuente de agua de origen superficial. Es una de las fuentes más importantes de la ciudad de Cusco, pues abastece el 42% de agua potable en la ciudad. También en el Valle Sagrado de los Incas y otras provincias de la región.

## Clima
El clima en la laguna Piuray  por lo general es semiseco y templado con una temperatura promedio de 10 °C. Sin embargo, se presenta dos temporadas bien definidas en el año.
- Temporada de lluvias: Que son entre los meses de octubre a marzo, donde se presentan constantes precipitaciones pluviales y las temperaturas varían entre los 3° y 18 °C.

- Temporada seca: Que son entre los meses de abril a setiembre, donde se tiene escasa presencia de lluvias, pero el frío incrementa, sobre todo por las noches y madrugadas llegando a temperaturas por debajo de cero grados y el sol suele ser más radiante con cielo azul y despejado con temperaturas que llegan a los 17 °C.[1]